# Macchina sociale
Una macchina sociale è una macchina, in cui compiti specifici sono svolti da partecipanti umani, la cui interazione è mediata da un'infrastruttura (tipicamente, ma non necessariamente, digitale). La crescita delle macchine sociali è stata notevolmente facilitata da tecnologie come Internet, lo smartphone, i social media e il World Wide Web, collegando le persone in modi nuovi. Il concetto di macchina sociale è stato introdotto dal fondatore del WWW, Tim Berners-Lee e da James Hendler, secondo cui le macchine sociali sono caratterizzate come “sistemi sociali sul Web...cioè entità computazionali governate da processi sia computazionali che sociali” ed essi hanno espresso alcune delle sfide scientifiche correlate alla ricerca sull'IA utilizzando la tecnologia del web semantico come punto di partenza. Le macchine sociali teleologiche sono considerate intelligenti da alcuni studiosi.